# K・K・ダウニング
K・K・ダウニング（K. K. Downing、本名：ケネス・キース・ダウニング・ジュニア（Kenneth Keith Downing Jr.）、1951年10月27日 - ）は、イングランド出身のギタリストである。1970年から2011年まで在籍したヘヴィメタルバンド・ジューダス・プリーストのメンバーだったことで知られる。

## 略歴
幼少期から父親に虐待を受けて育つ。早く逃れたいために15歳で学校を中退し、シェフの見習い住み込みの仕事に就くため、家を出る。
ジミ・ヘンドリックスの演奏をみたダウニングは衝撃を受け、友人とコンサート会場に忍び込みで見に行っていた。大きな影響を受けたダウニングは、自身もギターを始める。ツアーキャラバンの中にいるジミに話をかけたら彼が飲んでいたコーラの瓶をくれたと言う。その三週間後にジミは亡くなった。ヨーロッパのフェスに行くため仕事を長期で休んだため、解雇された。その後もバンドと仕事を両立していたが、次第にバンドがメインになっていく。
Stagecoachというポップバンドに加入し、ライブを行うようになる。地元のバンドでジューダス・プリーストという名のバンドを見て、名前のかっこ良さに憧れてオーディションを受けるが、落選する。1970年、同級生だったイアン・ヒルとジョン・エリスと共にFREIGHTというバンドを結成し、メンバーの事故死などで活動停止状態にあったジューダス・プリーストという名前を引き継ぐ形で改名。現在のジューダス・プリーストが結成された。
1969年から2011年の42年間、ジューダス・プリーストで、グレン・ティプトンとともにリードギターとして活動した。
2011年に突如自身のWebサイトにて、脱退を発表。EPITAPHのツアーに参加しないことが明らかになった。後任のギタリストはリッチー・フォークナー。脱退の理由についてダウニングは「やりたくない理由は30はあった」と話しており、友好的な脱退ではなかった。
脱退後は後輩のメタルバンドのプロデュースを行ったり、2012年には自宅の敷地内にゴルフコースとホテルを運営していたが、このゴルフコースとホテルの運営は2017年に破産したことが明らかになった。
2018年、グレン・ティプトンがパーキンソン病を患っていることが明らかになると、ダウニングはジューダス・プリーストが復帰するように声をかけてもらえなかったことに「ショックを受けた」と話し、グレンの代理であるアンディ・スニープの加入に対し「プロデューサー以上の役割を務めた」と最新アルバム、『ファイアーパワー』の出来栄えを評価したつもりだったが、ロブ・ハルフォードから「グレンのアルバム参加を否定している」と誤解され、撤回を余儀なくされた。その後もダウニングは「俺はリッチー・フォークナーより“Sinner”を上手くプレイできる」、「スコットとリッチー、アンディは正式メンバーではない」などバンドメンバーの感情を逆撫でする発言を度々行っている。同年、自身の自伝『Heavy Duty: Days and Nights in Judas Priest』を出版。
2020年2月、プリースト脱退後本格的に音楽活動を再開。同じく元メンバーであるティム・オーウェンズと共に『KK'sプリースト』を結成する。
2022年11月5日、ジューダス・プリーストがロックの殿堂入りを果たす。ダウニングも受賞対象メンバーであることから、米ロサンゼルスのMicrosoft Theaterで行なわれた授賞式に出席し、同じく元メンバーで受賞対象者であるレス・ビンクスや現メンバーと共に「You've Got Another Thing Comin'」「Breaking The Law」「Living After Midnight」を披露した。
2023年7月6日、KK'sプリーストとしての初ライブをイングランド・ウルヴァーハンプトンに自身が所有する「KK's Steel Mill」にて開催。

## 作品

### ジューダス・プリースト
- ロッカ・ローラ - Rocka Rolla（1974年）
- 運命の翼 - Sad Wings of Destiny（1976年）
- 背信の門 - Sin After Sin（1977年）
- ステンド・クラス - Stained Class（1978年）
- 殺人機械 - Killing Machine（1978年）
- イン・ジ・イースト - Unleashed in the East（1979年）※ライブ盤
- ブリティッシュ・スティール - British Steel（1980年）
- 黄金のスペクトル - Point of Entry（1981年）
- 復讐の叫び - Screaming for Vengeance（1982年）
- 背徳の掟 - Defenders of the Faith（1984年）
- ターボ - Turbo（1986年）
- プリースト…ライヴ! - Priest...Live!（1987年）※ライブ盤
- ラム・イット・ダウン - Ram It Down（1988年）
- ペインキラー - Painkiller（1990年）
- ジャギュレイター - Jugulator（1997年）
- '98ライヴ - メルトダウン - '98 Live Meltdown （1998年）※ライブ盤
- デモリッション - Demolition（2001年）
- ライヴ・イン・ロンドン - Live in London （2003年）※ライブ盤
- エンジェル・オブ・レトリビューション - Angel of Retribution（2005年）
- ノストラダムス - Nostradamus（2008年）
- ア・タッチ・オブ・イーヴル - A Touch of Evil: Live（2009年）※ライブ盤

### KK's プリースト
- サーモンズ・オブ・ザ・シナー - Sermons of the Sinner（2021年）
- ザ・シナー・ライズ・アゲイン - The Sinner Rides Again（2023年）